# Isola Serafini
Isola Serafini è un'isola fluviale sul fiume Po, situata a cavallo del territorio dei comuni di Monticelli d'Ongina (PC), di Spinadesco (CR) e di Castelnuovo Bocca d'Adda (LO). La sua superficie di 16,05 km2 ne fa la più grande isola del bacino fluviale del Po, nonché la seconda in Italia dopo le Grave di Papadopoli.

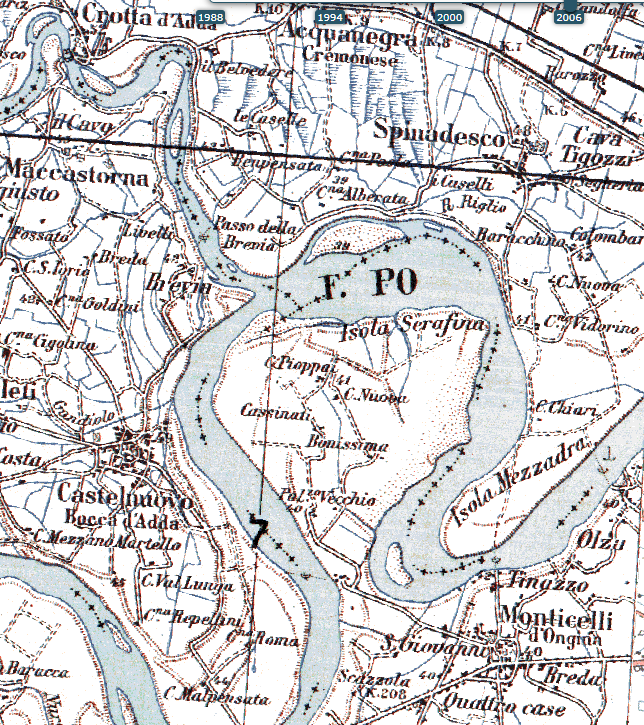
Territorio di Isola Serafini nel 1907

Il braccio del Po che circonda l'isola a nord riceve la confluenza del fiume Adda. Pochi chilometri ad est dell'isola è posta la città di Cremona. L'estremità settentrionale corrisponde al punto più a nord di tutta l'Emilia Romagna.
L'unico centro abitato dell'isola è Isola Serafini, frazione di Monticelli d'Ongina. Posto all'estremo sud-ovest dell'isola, il centro abitato è collegato alla terraferma tramite un doppio ponte che lo mette in comunicazione con la sede comunale, distante 3,5 km.

## Storia
La forma dell'isola è stata modificata in modo importante nell'ultimo secolo dall'azione erosiva e depositiva del fiume, unita a modifiche antropiche: la Carta Topografica d'Italia del 1907 riporta l'esistenza di una lingua di terra chiamata (impropriamente) "Isola Serafina", circondata da un ampio meandro del Po e collegata da un istmo alla terraferma. L'attuale porzione cremonese dell'isola era invece il promontorio con toponimo (sempre improprio) "Isola Mezzadra". Il successivo stravolgimento dell'idrografia, con la costruzione del canale di scarico della centrale idroelettrica, ha portato all'attuale geografia locale.
Dato che i confini provinciali e regionali sono basati sul percorso originario del fiume Po, l'isola è attualmente divisa tra la provincia di Cremona, quella di Piacenza e quella di Lodi.

## La centrale idroelettrica
L'isola ospita la centrale idroelettrica Carlo Bobbio, che produce energia sfruttando il dislivello creato da un doppio sbarramento. L'opera è aggirabile tramite una conca di navigazione rinnovata ed ampliata nel 2018.
La costruzione delle dighe nel 1958 è stata causa di un importante impoverimento della fauna ittica a monte dello stesso (specialmente la popolazione di storioni), al momento in via di risoluzione grazie alla costruzione nel 2017 di una doppia scala di risalita che permette ai pesci migratori di risalire lo sbarramento.
Sulla sponda piacentina del Po, a monte dell'invaso prodotto dalla centrale fluviale, sorge la Centrale nucleare di Caorso (attiva dal 1981 al 1990). Quest'ultima, nel periodo di esercizio, si avvantaggiava della costanza dell'invaso per un approvvigionamento idrico sicuro e regolare.

## L'ambiente
Di particolare interesse naturalistico è classificata come sito di Interesse Comunitario (SIC), per la presenza di estese zone umide e sabbioni che richiamano numerose specie di uccelli sia stanziali che migratori come rondini di mare, fraticelli, falchi, gufi, picchi, gruccioni.